# Sobrado do Porto
Sobrado do Porto, também chamado Sobradão do Porto, é um casarão erguido em 1846 em Ubatuba. O imóvel foi tombado pelo Conselho de Defesa do Patrimônio Histórico, Arquitetônico, Artístico e Turístico do Estado de São Paulo, em 1975. Desde 1987, é sede da Fundação de Arte e Cultura de Ubatuba.